# Folklorista zene
Folklorista zenének szokták nevezni a 20. század első felének egyik jelentős klasszikus zenei irányzatát.

## Története, jellemzői
A folklorizmus nevéhez híven a népzene dallamanyagát használja fel komolyzenei művek készítésénél. Bár egyes népies elemeket már a 19. századi zeneszerzők is előszeretettel használtak fel műveik elkészítésénél, a 20. századi új stílusirányzat kifejezetten az eredeti népi zenére támaszkodik, mintegy azt „műzenésíti”. A folklorizmus idején – részben ennek okán – nagy népdalgyűjtési mozgalmak indultak, amellyel komoly (esetleg azóta elpusztult) szellemi kultúrkincset mentettek meg a pusztulástól, elég a nemzetközileg is jelentős Bartók Béla többezres tételű népdalgyűjteményére gondolni.
A folklorista zeneszerzők nemcsak beépítették a népzenét a műzenébe, hanem sokat merítettek annak szerkezeti és formai világából is. Előszeretettel használták műveikben a modális pentaton hangsorokat és harmóniákat és a váltakozó metrumokat. 

## Képviselői
A folklorizmushoz számos zeneszerző köthető, részlegesen vagy teljesen. Molnár Antal zenetörténész Az új muzsika szelleme című művében számos zeneszerzőt sorol fel, akinek a munkásságában kimutatható, vagy munkásságára jellemző a népiesség:

### Ismertebb képviselői
- Leoš Janáček (1854–1928), Isaac Albéniz (1860–1909), Enrique Granados (1867–1916), Ralph Vaughan Williams (1872–1958), Manuel de Falla (1876–1946), Percy Grainger (1882–1961), Ruth Crawford Seeger (1901–1953), Aram Hacsaturján (1903–1978), Albert Lancaster Lloyd (1908–1982), Ewan MacColl (1915–1989) és bizonyos vonatkozásban Arthur Honegger (1982–1955), Carl Orff (1895–1982) is. A magyar zeneszerzők közül ide sorolható fiatal, expresszionista művei után Bartók Béla (1881–1945), illetve Kodály Zoltán (1882–1967).

### Kevésbé ismertek
- Willem Pijper (1897–1947)
- Jan Blockx (1851–1912)
- Karel Philippus Bernet Kempers (1897–1974)
- Guy Ropartz (1864–1955)
- Paul Le Flem (1881–1984)
- Paul Ladmirault (1877–1944)
- Charles Bordes (1863–1909)
- Gabriel Pierné (1863–1937)
- Jean Roger-Ducasse (1873–1954)
- Alf Hurum (1882–1972)
- Ture Rangström (1884–1947)
- Andreas Hallén (1846–1925)
- Gian Francesco Malipiero (1882–1973)
- Alfredo Casella (1883–1947)
- Giovanni Salviucci (1907–1937)
- Antonio Veretti  (1901–1978)
- Maurice Schoemaker (1890–1964)
- Henry Barraud (1900–1997)
- Ludwig Weber (1891–1947)
- Werner Egk (1901–1983)
- Heinrich Gebhard (1878–1963)
- Rüdiger (?)
- Maurick (?)
- Paul Höffer (1895–1949)
- Ottmar Gerster (1897–1969)
- Armin Knab (1881–1951)
- Hansheinrich Dransmann (1894–1964)
- Rudolf Wagner-Régeny (1903–1969)
- Albert Jung (1899–1970)
- Marcel Delannoy (1898–1962)
- Henri Sauguet (1901–1989)
- Charles Koechlin (1867–1950)
- Désiré-Émile Inghelbrecht (1880–1965)
- Jean Rivier (1896–1987)
- Tony Aubin (1907–1981)
- Georges Hugon (1904–1980)
- Josip Štolcer-Slavenski (1896–1955)
- Yuliy Meitus (1903–1997)
- Dmitri Klebanov (1907–1987)
- Pyotr Ryazanov (1899–1942)
- Vasyl Barvinsky (1888–1963)
- Grigorii Kazacsenko (1858–1938)
- Alexander Spendiaryan (1871–1928)
- Sergei Kozitsky (1883–1942)
- Nikolai Chemberdzhi (1903–1948)
- Dmitrij Boriszovics Kabalevszkij (1904–1987)
- Vladimir Shcherbachov (1889–1952)
- Mikhail Starokadomsky (1901–1954)
- Vissarion Shebalin (1902–1963)
- Krisztofor Sztepanovics Kusnarjov (1890–1960)
- Jurij Saporin (1887–1966)
- Ildebrando Pizzetti (1880–1968)
- Mario Castelnuovo-Tedesco (1895–1968)
- Chutevski (?)
- Issay Dobrowen (1891–1953)
- Mihail Alekszejevics Judin (1893–1948)
- Božidar Širola (1889–1956)
- Marko Tajčević (1900–1984)
- Krešimir Baranović (1894–1975)
- Jakov Gotovac (1895–1982)
- Lucijan Marija Škerjanc (1900–1973)
- Danilo Švara (1902–1981)
- Mihail Jora (1891–1971)
- Sabin Dragoi (1894–1968)
- Filip Lazăr (1894–1936)
- Tiberiu Brediceanu (1877–1968)
- Eugeniusz Morawski (1876–1948)
- Henryk Jarecki (1846–1918)
- Ludomir Michal Rogowski (1881–1954)
- Moisés Simons (1899–1945)
- Eugen Suchoň (1908–1993)
- Ivan Matetić Ronjgov (1880–1960)
- Fidelio F. Finke (1891–1968)
- Alexandre Tansman (1897–1986)
- Nikolai Medtner (1880–1951)

### Magyarok
- Veress Sándor (1907–1992), Járdányi Pál (1920–1966), Szabó Ferenc (1902–1969), Kelen Hugó (1888–1956).

## Kapcsolódó szócikk
- Zenetörténet